# 式守伊之助 (26代)
26代 式守 伊之助（にじゅうろくだい しきもり いのすけ、1927年10月22日 - 1994年3月31日）は、大相撲の立行司の一人。式守伊之助としての在位期間は1991年1月 - 1992年9月。春日野部屋所属。

## 人物
熊本県下益城郡小川町（現宇城市）出身。本名は茶原宗一。
1941年、13歳で春日野部屋に入門。1年先輩に木村英三（後の27代伊之助）がおり、入門当時は英三から教育を受ける。同年5月に木村宗市の名で初土俵。1944年に肋膜炎を患い一旦は故郷に戻るも、1946年に兄弟子の元三役格13代木村庄太郎の取り計らいで復帰。その後6代木村庄次郎襲名。一旦は木村宗市に戻し1956年5月十両格。再び木村庄次郎を再襲名後木村庄二郎に改名し、1963年11月に幕内格。幕内格時代（1982年11月場所ー1984年11月場所）に戦後4人目の番付書きを担当。1985年1月に7代式守勘太夫を抜き三役格に昇格。
1991年1月、立行司に昇格、26代式守伊之助を襲名した。
立行司の在位期間は11場所（死跡1場所のみであった14代伊之助を除けば当時の最短記録）と短かった。2歳年上の27代庄之助、1歳年下だが入門が3年早い28代庄之助が共に行司抜擢制度の適用で若くして立行司となり、かつ停年まで全うしたことが影響している。しかも28代庄之助の襲名時には三役格の最上位に1歳年下の兄弟子・27代伊之助（当時は木村庄太郎）が健在で、庄二郎との比較でも甲乙付け難く、序列通りなら庄太郎が伊之助を襲名するところだったが、庄太郎の「庄二郎に譲る」という意向を尊重して庄二郎が伊之助を襲名した経緯がある。
故横綱千代の富士が引退を決意するきっかけになった、1991年（平成3年）5月場所初日の前頭筆頭貴花田（後の貴乃花）戦、3日目の現役最後の一番（対小結貴闘力戦）、霧島（現陸奥）と曙が初優勝を決めた取組といった平成初期の大相撲名勝負を裁いた。1992年9月場所後停年。最後の取組は、大関曙-関脇安芸ノ島（現高田川）戦。
停年後は、準レギュラーとしてTBS系報道・情報番組「ブロードキャスター」に出演していたほか、講演活動、更には、自宅で喫茶店のマスターとして活動していた。
1994年3月31日に急逝。66歳没。

## その他
- 人柄も良く、事務能力に優れていたことから力士会の書記を数多く務めていたという。行司引退後に、九重親方となっていた千代の富士貢とテレビ共演した際にも、千代の富士が力士会会長時代に長く書記として千代の富士に仕えていた事を話している。
- 部屋の師匠であり、日本相撲協会理事長でもあった春日野清隆（元横綱栃錦）からは全幅の信頼を寄せられていた。
- その栃錦には彼の結婚の際に仲人を務めてくれたほか、彼の息子は子供がいなかった栃錦夫妻にはずいぶん可愛がってもらったそうである。また栃錦夫人死去の際、通夜・葬儀を取り仕切って行ったがその際、栃錦から頭を下げてお礼を言われたと自伝に述べている。
- 番付書きだった10代式守与太夫の病気に伴い、1982年11月場所から1984年11月場所まで番付書きを担当したが幕内、十両を庄二郎が担当し、幕下以下は木村林之助（後の30代庄之助）が担当という合作であった。
- 1983年（昭和58年）5月場所6日目の大豊ー鷲羽山戦では大豊に軍配を上げた際に押し倒された鷲羽山の体に躓き体勢を崩した大豊と東赤房下でぶつかり、勢いで庄二郎は土俵下東花道付近まで飛ばされ、しかもその際に土俵下に置かれた水桶が装束に引っ掛かって倒れ周囲が水浸しになったが、庄二郎自身は飛ばされながらも体勢を崩すことなく濡れた箇所をよけて再び土俵に上がり、何事もなかったかのように大豊に勝ち名乗りを上げた。
- 立行司時代は横綱の休場や引退によりたびたび結びの一番を裁いた。(1991年5月、9月、11月場所、1992年1月、3月、5月場所）[1]
- 停年後の1992年（平成4年）11月場所の前夜祭にスーツ姿で出席、27代伊之助と握手するシーンが見られた。
- 現役時代SONYのVHSビデオデッキのCMにも出演した経験がある。

## 履歴
- 1941年5月 - 初土俵・木村宗市
- 1950年5月 - 6代木村庄次郎襲名
- 1950年9月 - 木村宗市に戻す
- 1956年5月 - 十両格に昇格
- 1956年9月 - 6代木村庄二郎襲名(再襲名)
- 1963年11月 - 幕内格に昇格
- 1985年1月 - 三役格に昇格
- 1991年1月 - 立行司に昇格。26代式守伊之助襲名
- 1992年10月22日 - 停年退職

## テレビ出演
- ブロードキャスター（TBS/定年後準レギュラーとして）

## 著作
- 茶原宗一『情けの街のふれ太鼓―行司ひとすじ50年』二見書房（原著1993年5月1日）。ISBN 978-4576930770。 NCID BN10982540。